# Oliver King
Oliver King (* 7. September 1970) ist ein ehemaliger englischer Snookerspieler, der in den 1990er-Jahren für sieben Saisons Profispieler war. Zuvor hatte er 1990 im Finale der U21-Amateurweltmeisterschaft gegen Peter Ebdon verloren.

## Karriere
Der aus einem Farnham kommende King machte erstmals auf sich aufmerksam, als er 1989 im Viertelfinale der U21-Amateurweltmeisterschaft gegen Jason Ferguson verlor. Bei der Ausgabe im nächsten Jahr zog er ins Finale ein, unterlag aber mit 9:11 gegen Peter Ebdon. Zudem erreichte er das Achtelfinale der südlichen Qualifikation für das Endspiel der English Amateur Championship, schied in diesem aber aus. Zur Saison 1991/92 wurde die Profitour gegen ein gewisses Startgeld für alle Spieler geöffnet; King nutzte prompt die Chance und wurde Profispieler. In seiner ersten Saison musste er sich durch zahlreiche Qualifikationsrunden spielen und schied häufig bereits früh aus. Seine besten Ergebnisse waren die Teilnahme an der sechsten Qualifikationsrunde der Snookerweltmeisterschaft und an der siebenten und letzten Qualifikationsrunde des Dubai Classic, wo er mit einem 134er-Break auch das höchste Break seiner Karriere gespielt hatte. Auf der Weltrangliste wurde er auf Rang 1895 geführt.
Aus diesem Grunde musste King ab seiner zweiten Profisaison deutlich weniger Qualifikationsrunden bestreiten und schied aus diesem Grunde auch häufig wenige Runden vor der ersten Hauptrunde aus. Abgesehen von den Events der Strachan Challenge erreichte er diese aber nie – beim Grand Prix stand er zwar bereits in der letzten Qualifikationsrunde, musste sich aber mit 2:5 dem Nordiren Joe Swail geschlagen geben. Dennoch verbesserte er sich um 35 Plätze auf Weltranglistenplatz 150. Ähnlich verlief die nächste Saison, bei der zwar erneut zweimal die Runde der letzten 96 erreichte, damit aber wegen einer Änderung des Modus nie die letzte Qualifikationsrunde erreichte – auch, weil er spätestens in der angesprochenen Runde verlor. Trotzdem verbesserte er sich auf der Weltrangliste wieder deutlich, diesmal auf Rang 120.
Etwas schlechter verlief für King die Saison 1995/95, als er bei keinem einzigen Ranglistenturnier die Runde der letzten 128 überstand. Sein bestes Ergebnis erzielte er bei einem sogenannten Non-ranking-Turnier: bei der Benson and Hedges Championship zog er in die Runde der letzten 32 ein und verlor in dieser nach einem Sieg über Gary Wilkinson gegen Jamie Burnett. Trotzdem verlor er auf der Weltrangliste zwei Plätze. Nachdem er jedoch in der nächsten Saison neben einer Runde der letzten 96 sowohl bei den Welsh Open als auch bei den British Open die Runde der letzten 64 erreichte, verbesserte er sich auf der Weltrangliste bis auf Rang 100, der besten Platzierung seiner Karriere.
In der Saison 1996/97 schied er bei den International Open erneut in der Runde der letzten 64 sowie beim Grand Prix erst in der Runde der letzten 32 aus. Da seine übrigen Ergebnisse aber nur durchschnittlicher Natur waren, rutschte er auf der Weltrangliste auf Rang 109 ab und verlor damit seine Startberechtigung für die nächste Main-Tour-Saison. In der nächsten Saison nahm King an verschiedenen Turnieren der WPBSA Qualifying School und der UK Tour teil, allerdings ohne großen Erfolg. Für die Saison 1998/99 erhielt er jedoch wieder die Main-Tour-Startberechtigung, schied jedoch meistens sehr früh aus und konnte eine einzige Teilnahme an einer Runde der letzten 64 (bei den Irish Open) als bestes Ergebnis vorweisen. Da er am Saisonende lediglich auf Rang 153 geführt wurde, verlor er erneut seinen Profistatus. In den folgenden Jahren versuchte King zwar noch bei einigen Qualifikationsturnieren sein Glück, dies war allerdings vergeblich.

## Erfolge
| Ausgang         | Jahr | Turnier                           | Finalgegner   | Ergebnis |
| --------------- | ---- | --------------------------------- | ------------- | -------- |
| Amateurturniere |      |                                   |               |          |
| Zweiter         | 1990 | IBSF U21-Snookerweltmeisterschaft | Peter Ebdon   | 9:11     |
| Profiturniere   |      |                                   |               |          |
| Zweiter         | 1997 | WPBSA Qualifying School – Event 4 | Leigh Griffin | 1:5      |